# Иван Тилев
Иван Ангелов Тилев (роден на 5 януари 1999 г.) е български футболист, който играе на поста ляво крило. Състезател на Арда.

## Кариера
Тилев е юноша на ДИТ Спорт и Септември (София). Дебютира за мъжкия състав на 6 август 2016 г. при победата с 0:4 като гост на Спартак (Плевен).

### Арда
На 1 август 2020 г. Иван подписва с Арда. Прави дебюта си на 8 август при равенството 3:3 като гост на Монтана.

## Национална кариера
На 17 ноември 2020 г. Тилев дебютира в официален мач за националния отбор на България до 21 г., при победата с 3:0 като домакин на националния отбор на Естония до 21 г., в среща от квалификациите за Европейското първенство по футбол за младежи през 2021 г.